# JavaScript
JavaScript je objektni skriptni programski jezik, ki ga je razvil Netscape, da bi spletnim programerjem pomagal pri ustvarjanju interaktivnih spletnih strani.
Jezik je bil razvit neodvisno od Jave, vendar si z njo deli številne lastnosti in strukture. JavaScript lahko sodeluje s HTML-kodo in s tem poživi stran z dinamičnim izvajanjem. JavaScript podpirajo velika programska podjetja in kot odprt jezik ga lahko uporablja vsakdo, ne da bi pri tem potreboval licenco. Podpirajo ga vsi novejši spletni brskalniki.
Zadnja stabilna različica je 17. junija 2015 uradno standardiziran ECMAScript 6, vendar se zaradi omejene podpore novih funkcionalnosti v spletnih brskalnikih in na strežnikih še zmeraj večinoma uporablja ECMAScript 5 iz leta 2009.

## Opis jezika
Sintaksa jezika JavaScript ohlapno sledi programskemu jeziku C. Prav tako kot C, JavaScript nima vgrajenih vhodno izhodnih funkcij, zato je njihova izvedba odvisna od gostitelja.
JavaScript se veliko uporablja za ustvarjanje dinamičnih spletnih strani. Program se vgradi ali pa vključi v HTML, da opravlja naloge, ki niso mogoče samo s statično stranjo. Na primer odpiranje novih oken, preverjanje pravilnost vnesenih podatkov, enostavni izračuni ipd. Na žalost različni spletni brskalniki izpostavijo različne objekte za uporabo. Za podporo vseh brskalnikov je zato treba napisati več različic funkcij.
Zunaj spleta se JavaScript uporablja v različnih orodjih. Adobe Acrobat in Adobe Reader ga podpirata v datotekah PDF. Podpirata ga tudi operacijska sistema Microsoft Windows in Mac OS X.
Programi imajo svoje objektne modele, ki zagotavljajo dostop do gostiteljevega okolja, samo jedro jezika JavaScript pa je v vseh programih večinoma enako.

## Uporaba
JavaScript podpira dve vrsti komentarjev. Enovrstični se začnejo z znakom //. Vse, kar je za tem znakom pa do konca vrstice, prevajalnik šteje za komentar. Za komentarje v dveh ali več vrsticah se lahko uporabi drugi način. Znak za začetek komentarja je /* in za konec */. Vse, kar je med tema znakoma, je komentar. Prepovedano je gnezdenje komentarjev.
```
// To je enovrstični komentar.

/*
To je daljši komentar,
ki je v dveh vrsticah.
*/

```

Pri definiciji spremenljivke ni treba navesti tudi vrste spremenljivke. Uporabljati jih začnemo tako, da spremenljivki dodelimo neko vrednost ali pa pred imenom spremeljivke uporabimo ključno besedo var. 
Spodaj je razpredelnica vrst spremenljivk v JavaScriptu. V oklepaju je angleški prevod vrste spremenljivke.
| Vrsta                           | Primer         | Opis                                                                               |
| ------------------------------- | -------------- | ---------------------------------------------------------------------------------- |
| niz (String)                    | "Perkmandeljc" | Niz znakov med dvojnimi ali enojnimi navednicami ("A" je enako 'A').               |
| število (Number)                | 3.141          | Poljubno število brez navednic. Za decimalno ločilo se uporablja pika (ne vejica). |
| logična spremenljivka (Boolean) | true           | Logična spremenljivka ima lahko samo dve vrednosti, in sicer »true« ali »false«.   |
| null (Null)                     | null           | Spremenljivka brez vrednosti.                                                      |
| objekt (Object)                 |                | Programski objekt                                                                  |
| funkcija (Function)             |                | Definicija funkcije                                                                |

Sledi nekaj primerov definiranja spremenljivk.
```
var a;
b = -5;
j = "JavaScript";

```

Tabela je sestavljena podatkovna struktura, ki se uporablja za shranjevanje več spremenljivk iste vrste. Do vrednosti spremenljivk dostopamo z indeksom. V JavaScriptu je polje definirano kot objekt, zato ima še dodatne lastnosti. 
JavaScript ima operatorje za primerjanje, računanje, prirejanje in logične operacije ter operatorje za posebne namene.
Jezik podpira kontrolne stavke in zanke. Od kontrolnih stavkov se najbolj uporabljajo stavki if, if...else in switch ter zanke for in while. Oblika zank in delo z njimi je enako kot pri programskem jeziku C.
Funkcija je skupek programske kode, ki se kliče od drugje. Vsaka funkcija ima svoje ime ter lahko sprejema in vrača spremenljivke. Namen funkcij je, da se na enem mestu zbere kodo, ki se večkrat uporablja.

## Primer
Pozdravljen svet v JavaScriptu:
```
<
script
 
type
=
"text/javascript"
>

 
alert
(
"Pozdravljen svet!"
);

<
/script>

```

Sledi primer vdelave v HTML-stran. Kodo se vključi v oznako <script>. S to oznako brskalniku povemo, da želimo vdelano kodo izvajati in ne prikazati. V katerem jeziku je koda napisana, pa povemo z dodatnim atributom type.
```
<
html
>

<
head
>

<
title
>
Primer
 
JavaScripta
<
/title>

<
/head>

<
body
>

<
p
>

	
Primer
 
dinamično
 
generirane
 
spletne
 
strani
.

<
/p>

<
p
>

<
script
 
type
=
"text/javascript"
>

/*<![CDATA[*/

	
var
 
d
 
=
 
new
 
Date
();

	
var
 
hours
 
=
 
d
.
getHours
();

	
var
 
minutes
 
=
 
d
.
getMinutes
();

	
var
 
sHours
;

	
var
 
sMinutes
;

	
// Dodajanje vodilne ničle pri enomestnih številih.

	
if
(
hours
 
<
 
10
)
 
{

		
sHours
 
=
 
"0"
 
+
 
hours
;

	
}
 
else
 
{

		
sHours
 
=
 
hours
;

	
}

	
if
(
minutes
 
<
 
10
)
 
{

		
sMinutes
 
=
 
"0"
 
+
 
minutes
;

	
}
 
else
 
{

		
sMinutes
 
=
 
minutes
;

	
}

	
document
.
write
(
"Ura: "
 
+
 
sHours
 
+
 
":"
 
+
 
sMinutes
);

/*]]>*/

<
/script>

<
/p>

<
/body>

<
/html>

```